# Treuzy-Levelay

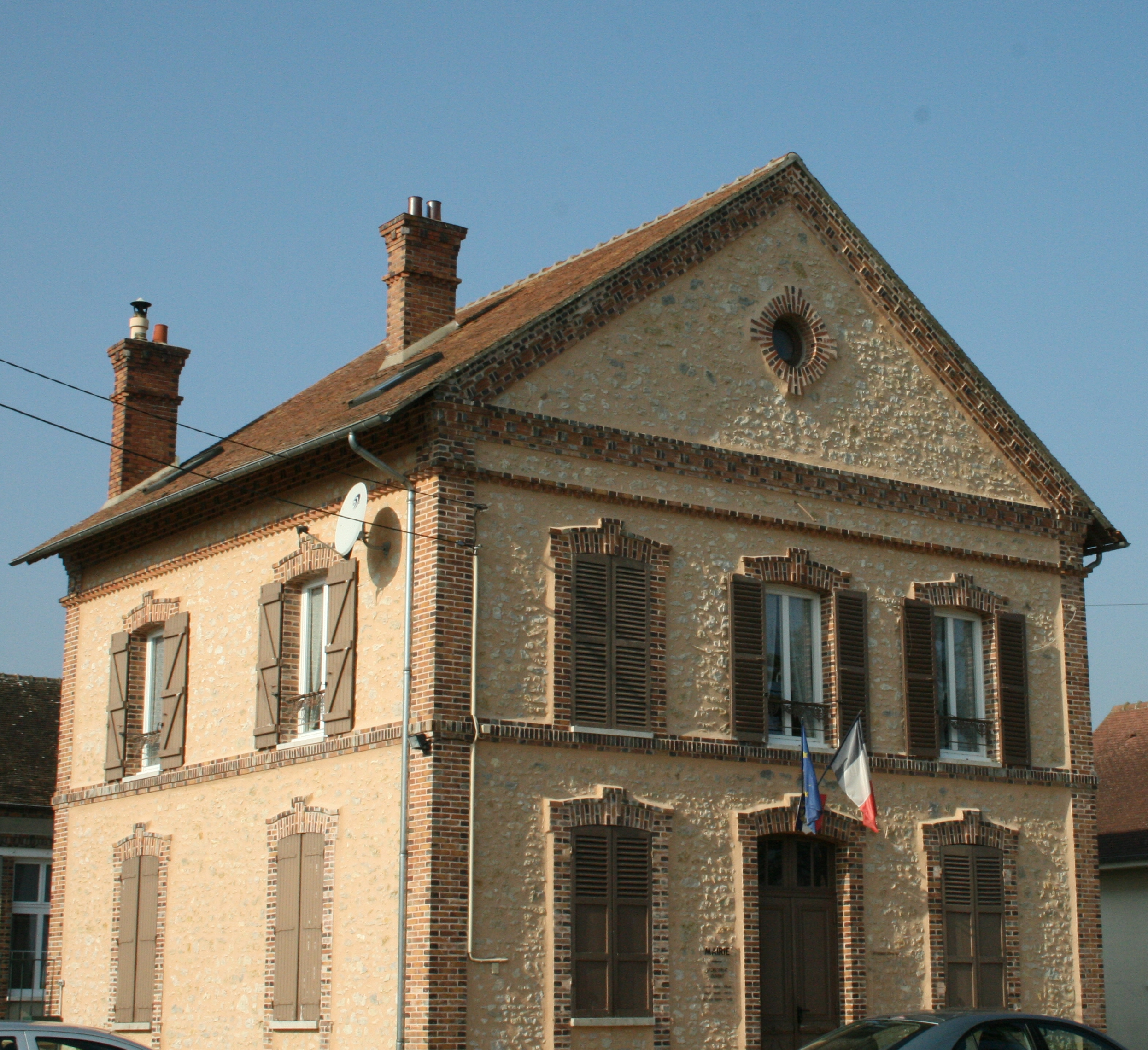
Gemeentehuis

Treuzy-Levelay is een gemeente in het Franse departement Seine-et-Marne (regio Île-de-France) en telt 431 inwoners (1999). De plaats maakt deel uit van het arrondissement Fontainebleau.

## Geografie
De oppervlakte van Treuzy-Levelay bedraagt 13,9 km², de bevolkingsdichtheid is 31,0 inwoners per km².
De onderstaande kaart toont de ligging van Treuzy-Levelay met de belangrijkste infrastructuur en aangrenzende gemeenten.

## Demografie
Onderstaande figuur toont het verloop van het inwonertal (bron: INSEE-tellingen).